# Paraprefica
Paraprefica – rodzaj wymarłych ptaków z rodziny nocolotów (Nyctibiidae), żyjących w środkowym eocenie (około 48 mln lat temu). Ich skamieliny zostały odnalezione w Messel w Niemczech.
Opis
Rodzaj znany jedynie ze szczątków kopalnych zawierających szkielety i wiele dobrze zachowanych czaszek. Skamieliny są jednymi z najlepiej zachowanych skamielin ptaków żyjących w eocenie. Te średnich rozmiarów ptaki posiadały nogi i czaszkę podobne do nocolotów. Dziób cienki, otwór gębowy szeroki. Skrzydła stosunkowo długie, jednak mniejsze niż u nocolotów.
Klasyfikacja
Rodzaj po raz pierwszy opisany w 1999 roku przez G. Mayra, umieszczony w podrodzinie Preficinae, obejmującej opisane na podstawie skamielin północnoamerykańskie gatunki ptaków spokrewnione z monotypową rodziną tłuszczaków (Steatornithidae). Późniejsze badania wykazały, że gatunki z rodzaju Paraprefica posiadają cechy charakterystyczne dla nocolotów (Nyctibiidae). Do rodzaju należą 2 gatunki: Paraprefica kelleri i Paraprefica major.
Zasięg występowania
Miejsce odnalezienia skamielin wprawia w zakłopotanie, jako że obecnie nocoloty występują jedynie w Nowym Świecie, od Meksyku do północnej Argentyny oraz na Karaibach; są to ptaki neotropikalne. Możliwe, że dawniej nocoloty były rodziną kosmopolityczną, a zasięg występowania ograniczył się z czasem do obu Ameryk.